# Comuna Krîciovo, Teceu
Krîciovo (în ucraineană Кричово) este o comună în raionul Teceu, regiunea Transcarpatia, Ucraina, formată din satele Krîciovo (reședința) și Rosoș.

## Demografie
Componența lingvistică a comunei Krîciovo
     Ucraineană (99,28%)
     Alte limbi (0,68%)
Conform recensământului din 2001, majoritatea populației comunei Krîciovo era vorbitoare de ucraineană (99,28%), existând în minoritate și vorbitori de alte limbi.